# Taiyō Nishino
Taiyō Nishino (japanisch 西野 太陽 Nishino Taiyō; * 10. August 2002 in Tokushima, Präfektur Tokushima) ist ein japanischer Fußballspieler.

## Karriere
Taiyō Nishino steht seit dem 1. Februar 2021 bei Tokushima Vortis unter Vertrag. Der Verein aus Tokushima, einer Stadt in der gleichnamigen Präfektur Tokushima, spielt in der ersten japanischen Liga. Sein Erstligadebüt gab Taiyō Nishino am 27. Juni 2021 (20. Spieltag) im Heimspiel gegen die Yokohama F. Marinos. Hier wurde er in der 86. Minute für Masaki Watai eingewechselt. Die Marinos gewannen das Spiel mit 1:0. Nach nur einer Saison musste er mit Vortis als Tabellensiebzehnter wieder in die zweite Liga absteigen.